# Charles-Henri-Joseph Binet
Charles-Henri-Joseph Binet, francoski rimskokatoliški duhovnik, škof in kardinal, * 8. april 1869, Juvigny, Francija, † 15. julij 1936, Besançon, Francija.

## Življenjepis
22. oktobra 1893 je prejel duhovniško posvečenje.
16. junija 1920 je bil imenovan za škofa Soissonsa in 24. avgusta je prejel škofovsko posvečenje. 31. oktobra 1927 je postal nadškof Besançona.
19. decembra 1927 je bil povzdignjen v kardinala in imenovan za kardinal-duhovnika S. Prisca.